# Cizely
Cizely é uma comuna francesa na região administrativa de Borgonha-Franco-Condado, no departamento Nièvre. Estende-se por uma área de 7 km². Em 2010 a comuna tinha 58 habitantes (densidade: 8,3 hab./km²).